# Mostra de Venise 2011
La Mostra de Venise 2011 — ou la 68e édition de la Mostra de Venise ou encore la 68e édition du Festival international du film de Venise (en italien : 68ª edizione della Mostra internazionale d'arte cinematografica) — est un festival de cinéma international qui s'est tenu à Venise en Italie du 31 août au 10 septembre 2011.
Le réalisateur américain Darren Aronofsky était le président du jury.

## Déroulement et faits marquants
Le 27 avril 2011 on annonce que c'est Darren Aronofsky qui présidera cette édition de la Mostra de Venise.
Le 20 mai 2011, Marco Müller (directeur artistique de la Mostra) annonce les trois premiers films qui seront sélectionnés en compétition, à savoir Carnage de Polanski, A Dangerous Method de Cronenberg, et Un été brulant de Garrel.
Le 8 juillet 2011 on annonce les membres du jury, présidé par Aronofsky, dont le réalisateur français André Téchiné, l'écossais David Byrne et l'américain Todd Haynes.
Ce sera le film de George Clooney, The Ides of March qui fera l'ouverture du festival.
Al Pacino montrera en avant première son film Wilde Salome le 4 septembre 2011.
Le jeudi 28 juillet 2011 est dévoilée la sélection des films de la 68e Mostra.

## Jury

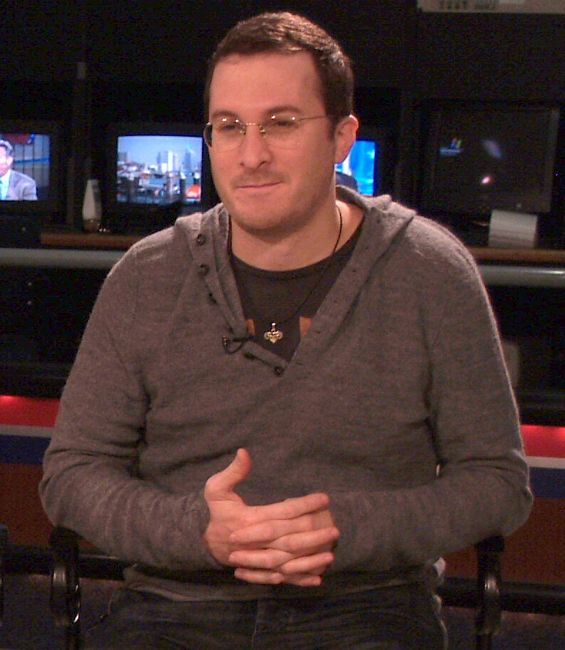
Darren Aronofsky, président du jury de la Mostra de Venise 2011.

Jury international de la compétition : 
- Darren Aronofsky (Président du jury, réalisateur,  États-Unis)
- André Téchiné (réalisateur,  France)[1]
- Todd Haynes (réalisateur et scénariste,  États-Unis)[1]
- David Byrne (musicien,  Écosse)[4]
- Mario Martone (réalisateur, scénariste et metteur en scène,  Italie)[1]
- Alba Rohrwacher (actrice,  Italie)[1]
- Eija-Liisa Ahtila (artiste multimédia,  Finlande)[1]

## Films sélectionnés

### En compétition
| Titre                                     | Réalisation                          | Pays                                        | Distribution                                                                      |
| ----------------------------------------- | ------------------------------------ | ------------------------------------------- | --------------------------------------------------------------------------------- |
| Les Marches du pouvoir (film d'ouverture) | George Clooney                       | États-Unis                                  | Ryan Gosling, George Clooney, Paul Giamatti, Evan Rachel Wood                     |
| Carnage                                   | Roman Polanski                       | France, Allemagne, Pologne, États-Unis      | Kate Winslet, Jodie Foster, Christoph Waltz, John C. Reilly                       |
| A Dangerous Method                        | David Cronenberg                     | Royaume-Uni Allemagne Canada France, Suisse | Keira Knightley, Viggo Mortensen, Vincent Cassel, Michael Fassbender              |
| Un été brûlant                            | Philippe Garrel                      | France                                      | Monica Bellucci, Louis Garrel                                                     |
| Dark Horse                                | Todd Solondz                         | États-Unis                                  | Jordan Gelber, Selma Blair, Christopher Walken, Mia Farrow, Justin Bartha         |
| Killer Joe                                | William Friedkin                     | États-Unis                                  | Matthew McConaughey, Emile Hirsch, Juno Temple, Thomas Haden Church, Gina Gershon |
| Killing Fields                            | Ami Canaan Mann                      | États-Unis                                  | Sam Worthington, Jeffrey Dean Morgan, Jessica Chastain, Chloe Grace Moretz        |
| 4 h 44 Dernier jour sur Terre             | Abel Ferrara                         | États-Unis                                  | Willem Dafoe, Shanyn Leigh, Paul Hipp, Natasha Lyonne                             |
| Shame                                     | Steve McQueen                        | Royaume-Uni                                 | Michael Fassbender, Carey Mulligan, James Badge Dale                              |
| Poulet aux prunes                         | Marjane Satrapi et Vincent Paronnaud | France, Allemagne                           | Chiara Mastroianni, Jamel Debbouze, Isabella Rossellini                           |
| La Taupe                                  | Tomas Alfredson                      | Royaume-Uni, France                         | Gary Oldman, Colin Firth, Mark Strong, Tom Hardy, Benedict Cumberbatch            |
| Alps                                      | Yorgos Lanthimos                     | Grèce                                       | Aggeliki Papoulia, Ariane Labed                                                   |
| Terraferma                                | Emanuele Crialese                    | Italie                                      | Donatella Finocchiaro, Filippo Pucillo, Beppe Fiorello, Mimmo Cuticchio           |
| The Exchange                              | Eran Kolirin                         | Israël, Allemagne                           | Dov Navon, Rotem Keinan                                                           |
| Faust                                     | Alexandre Sokourov                   | Russie                                      | Hanna Schygulla, Johannes Zeiler                                                  |
| Seediq Bale                               | Wei Te-Sheng                         | Taïwan                                      | Umin Boya, Masanobu Ando                                                          |
| Himizu                                    | Sono Sion                            | Japon                                       | Megumi Kagurazaka, Asuka Kurosawa                                                 |
| A Simple Life                             | Ann Hui                              | Chine, Hong Kong                            | Andy Lau, Deannie Yip, Wang Fuli                                                  |
| L'Ultimo Terrestre                        | Gipi                                 | Italie                                      | Anna Bellato, Teco Celio                                                          |
| Quando la notte                           | Cristina Comencini                   | Italie                                      | Filippo Timi, Claudia Pandolfi                                                    |
| Les Hauts de Hurlevent                    | Andrea Arnold                        | Royaume-Uni                                 | Steve Evets, Kaya Scodelario, Nichola Burley                                      |
| La Vie sans principe                      | Johnnie To                           | Hong Kong, Chine                            | Ching Wan Lau, Ken Lo                                                             |
| People Mountain People Sea                | Cai Shangjun                         | Hong Kong, Chine                            |                                                                                   |

### Hors compétition
| Titre             | Réalisation       | Pays       | Distribution                                     |
| ----------------- | ----------------- | ---------- | ------------------------------------------------ |
| Wilde Salome      | Al Pacino         | États-Unis | Al Pacino, Jessica Chastain, Kevin Anderson (en) |
| La Désintégration | Philippe Faucon   | France     | Rashid Debbouze, Yassine Azzouz, Ymanol Perset   |
| Contagion         | Steven Soderbergh | États-Unis | Gwyneth Paltrow, Jude Law, Kate Winslet          |

## Palmarès

### Palmarès officiel
- Lion d'or : Faust d'Alexandre Sokourov
- Grand prix du jury : Terraferma d'Emanuele Crialese
- Lion d'argent du meilleur réalisateur : Cai Shangjun pour People Mountain People Sea
- Coupe Volpi pour la meilleure interprétation féminine : Deannie Yip dans A Simple Life de Ann Hui
- Coupe Volpi pour la meilleure interprétation masculine : Michael Fassbender, dans Shame de Steve McQueen
- Prix Osella pour la meilleure contribution technique : Les Hauts de Hurlevent de Andrea Arnold
- Prix Osella pour le meilleur scénario : Yorgos Lanthimos pour Álpis
- Prix Marcello-Mastroianni du meilleur jeune interprète : Shōta Sometani & Fumi Nikaidō dans Himizu
- Lion d'or d'honneur : Marco Bellocchio

### Autres prix
- Prix Robert-Bresson (décerné par l'Église catholique) : Jean-Pierre et Luc Dardenne[6]
- Gucci Award for Women in Cinema : Jessica Chastain pour The Tree of Life[7]

## Remarques
Le président du jury, Darren Aronofsky, a reçu à la Mostra de Venise en 2008, le Lion d'or pour The Wrestler. Mila Kunis a reçu en 2010, pour Black Swan, également réalisé par Aronofsky, le prix Marcello-Mastroianni de la meilleure jeune interprète.
Le réalisateur américain Todd Haynes, membre du jury, a aussi été récompensé plusieurs fois à Venise. En 2002, pour le film Loin du paradis, Julianne Moore est sacrée meilleure actrice et le chef opérateur Edward Lachman reçoit le prix de la meilleure contribution artistique. Haynes gagne ensuite le prix spécial du Jury en 2007 pour son film sur la vie de Bob Dylan, I'm Not There. Une autre de ses comédiennes, en l'occurrence Cate Blanchett, est distinguée pour ce même film du prix d'interprétation féminine. Haynes a été également récompensé au Festival de Cannes 1998 pour son film Velvet Goldmine.
Les acteurs Vincent Cassel et Monica Bellucci sont à l'époque mariés dans la vie, et sont tous deux en compétition pour un film différent. En 2006, lors du 59e Festival de Cannes, Cassel était maître de cérémonie, et Bellucci membre du jury.